# Пел број
У математици, пел бројеви су бесконачни редови целих бројева, познати од давнина, који обухватају имениоце најближих рационалних апроксимација до квадратног корена броја 2. Ред апроксимације почиње 1/1, 3/2, 7/5, 17/12, и 41/29, тако да низ Пел бројева почиње 1, 2, 5, 12, и 29. Бројеви истог реда апроксимације су половина пратећих Пел бројева или Пел-Лукас бројева; ови бројеви чине други бесконачни ред који почиње са 2, 6, 14, 34, и 82. И Пел број и пратећи Пел број се могу израчунати помоћу понављања везе сличне оној за Фибоначијеве бројеве, и оба Пел број и пратећи Пел број могу бити израчунати помоћу понављања односа слично као за Фибоначијеве бројеве, и оба низа бројева расту експоненцијално, пропорционално снази сребрног односа 1 + √2. Као што се користе за апроксимацију квадратног корена двојке, Пел бројеви могу бити коришћени да се нађе квадратни троугаони број, да се конструише целобројна апроксимација десног једнакокраког троугла, и да се реши одређен комбинаторни бројни проблем.
Као са Пеловом једначином, име Пел бројева потиче од погрешног преписивања једначине Леонарда Ојлера и добијених података од ње Џона Пела. Пел-Луас бројеви су такође названи по Едуарду Лукасу, који је разматрао редове дефинисане помоћу понављања овог типа; Пел и пратећи Пел бројеви су Лукас редови.

## Пел бројеви
Пел бројеви су дефинисани помоћу понављања односа
{\displaystyle P_{n}={\begin{cases}0&{\mbox{if }}n=0;\\1&{\mbox{if }}n=1;\\2P_{n-1}+P_{n-2}&{\mbox{otherwise.}}\end{cases}}}
Речима, ред Пел бројева почиње 0 и 1, а онда сваки Пел број је збир двоструког претходног Пел броја и Пел броја пре њега. Првих неколико чланова реда су
0, 1, 2, 5, 12, 29, 70, 169, 408, 985, 2378, 5741, 13860, ... (sequence A000129 in OEIS).
Пел бројеви се такође могу изразити затвореном формом формуле
{\displaystyle P_{n}={\frac {(1+{\sqrt {2}})^{n}-(1-{\sqrt {2}})^{n}}{2{\sqrt {2}}}}.}
За велике вредности n-а, члан {\displaystyle \scriptstyle (1+{\sqrt {2}})^{n}} доминира овим изразом, тако да су Пел бројеви пропорционални снази сребрног пресека {\displaystyle \scriptstyle (1+{\sqrt {2}})}, аналогно стопи раста Фибоначијевих бројева као снаге златног пресека.

Могућа је трећа дефиниција, из матричне формуле
{\displaystyle {\begin{pmatrix}P_{n+1}&P_{n}\\P_{n}&P_{n-1}\end{pmatrix}}={\begin{pmatrix}2&1\\1&0\end{pmatrix}}^{n}.}
Многи идентитети могу бити изведени или доказани из ових дефиниција; на пример, идентитет аналоган Касиновом идентитету за Фибоначијеве бројеве,
{\displaystyle P_{n+1}P_{n-1}-P_{n}^{2}=(-1)^{n},}
је непосредна последица матричне формуле (пронађен имајући у виду детерминанте матрица на левој и десној страни матричне формуле).

## Апроксимација квадратног корена двојке
Пел бројеви настају историјски и пре свега приликом рационалне апроксимације квадратног корена двојке. Ако два велика цела броја х и у формирају решење Пел једначине
{\displaystyle \displaystyle x^{2}-2y^{2}=\pm 1,}
онда њихов однос {\displaystyle {\tfrac {x}{y}}} даје приближну апроксимацију {\displaystyle \scriptstyle {\sqrt {2}}}. Ред апроксимације ове форме је 
{\displaystyle 1,{\frac {3}{2}},{\frac {7}{5}},{\frac {17}{12}},{\frac {41}{29}},{\frac {99}{70}},\dots }
где је делилац сваког разломка Пел број и бројилац сума Пел броја и његовог претходника у реду. Тада, решење има форму  {\displaystyle {\tfrac {P_{n-1}+P_{n}}{P_{n}}}}. Апроксимација
{\displaystyle {\sqrt {2}}\approx {\frac {577}{408}}}
овог типа је била позната индијском математичару у трећем или четвртом веку п. н. е.  Грк у петом веку п. н. е. је такође знао овај ред апроксимације. Платон се односи на бројиоце као рационалне дијаметре. У 2. веку Н. Е. Теон оф Смирна је користио термин бочног и дијаметријског броја да опише делиоце и бројиоце овог реда. 
Ове апроксимације могу бити изведене из настављеног разломка проширења {\displaystyle \scriptstyle {\sqrt {2}}}:
{\displaystyle {\sqrt {2}}=1+{\cfrac {1}{2+{\cfrac {1}{2+{\cfrac {1}{2+{\cfrac {1}{2+{\cfrac {1}{2+\ddots \,}}}}}}}}}}.}
Скраћивањем ове експанзије до било ког броја чланова производи једну од апроксимација базирану на Пел броју овог реда; на пример,
{\displaystyle {\frac {577}{408}}=1+{\cfrac {1}{2+{\cfrac {1}{2+{\cfrac {1}{2+{\cfrac {1}{2+{\cfrac {1}{2+{\cfrac {1}{2+{\cfrac {1}{2}}}}}}}}}}}}}}.}
Како Кнут (1994) описује, чињеница да Пел бројеви апроксимирају {\displaystyle \scriptstyle {\sqrt {2}}} дозвољава им да буду коришћени за тачне рационалне апроксимације до регуларног октагона са чворовима координата {\displaystyle (\pm P_{i},\pm P_{i+1})} и {\displaystyle (\pm P_{i+1},\pm P_{i})}. Сва темена су подједнако удаљена од порекла, а чине готово јединствене углове око порекла. Алтернативно, тачке {\displaystyle (\pm (P_{i}+P_{i-1}),0)}, {\displaystyle (0,\pm (P_{i}+P_{i-1}))}, и {\displaystyle (\pm P_{i},\pm P_{i})} формирају приближан октагон у ком су темена скоро подједнако удаљена од порекла и формирају јединствене углове.

## Прости бројеви и квадрати
Пел прост број је Пел број који је прост. Првих неколико Пел простих бројева
2, 5, 29, 5741, ... (sequence A086383 in OEIS).
За ове н је
2, 3, 5, 11, 13, 29, 41, 53, 59, 89, 97, 101, 167, 181, 191, ... (sequence A096650 in OEIS)
Као са Фибоначијевим бројевима, Пел број {\displaystyle P_{n}} може бити прост само ако је његов н прост, зато што а дели б ако и само ако {\displaystyle P_{a}} дали {\displaystyle P_{b}}.
Ако и само ако се прост број р поклапа са 1 или 7 (мод 8), онда р дели Pp-1, у супротном, p дели Pp+1. (Једини изузетак је p = 2, ако и само ако је p = 2, онда p дели Pp)
Једини Пел бројеви коју су квадрати, кубови или неки виши степен целог броја су 0, 1, и 169 = 132.
Међутим, упркос томе што имају неколико квадрата и других степена, Пел бројеви имају блиску повезаност са квадратним троугаоним бројевима.  Специјално, ови бројеви произилазе из следећег идентитета Пел бројева:
{\displaystyle {\bigl (}(P_{k-1}+P_{k})\cdot P_{k}{\bigr )}^{2}={\frac {(P_{k-1}+P_{k})^{2}\cdot \left((P_{k-1}+P_{k})^{2}-(-1)^{k}\right)}{2}}.}
Лева страна овог идентитета описује квадратни број, док десна страна описује троугаони број, тако да је резултат квадратни троугаони број.
Сантана и Диаз-Бареро (2006) су доказали други идентитет повезујући Пел бројеве са квадратима и показујући да је збир Пел бројева до {\displaystyle P_{4n+1}} увек квадрат:
{\displaystyle \sum _{i=0}^{4n+1}P_{i}=\left(\sum _{r=0}^{n}2^{r}{2n+1 \choose 2r}\right)^{2}=(P_{2n}+P_{2n+1})^{2}.}
На пример, збир Пел бројева до {\displaystyle P_{5}}, {\displaystyle 0+1+2+5+12+29=49}, је квадрат{\displaystyle P_{2}+P_{3}=2+5=7}. Бројеви {\displaystyle P_{2n}+P_{2n+1}} који формирају квадратни корен ових збирова, 
1, 7, 41, 239, 1393, 8119, 47321, ... (sequence A002315 in OEIS),
су познати као Њумен-Шенкс-Вилиамс (ЊШВ) бројеви.

## Питагорине тројке
Ако десни троугао има целобројну страну дужина a, b, c (обавезно је задовољена Питагорина теорема a2+b2=c2), онда је (a,b,c) Питагорина трока. Како Мартин (1875) описује, Пел бројеви се могу користити за формирање Питагорине тројке у којој су a и b једна јединица, одговарајући десним троугловима који су скоро једнакокраки. Свака таква тројка има форму
{\displaystyle (2P_{n}P_{n+1},P_{n+1}^{2}-P_{n}^{2},P_{n+1}^{2}+P_{n}^{2}=P_{2n+1}).}
Ред Питагориних тројки формираних на овај начин је
(4,3,5), (20,21,29), (120,119,169), (696,697,985), ....

## Пел-Лукас бројеви
The companion Pell numbers or Pell-Lucas numbers are defined by the recurrence relation
{\displaystyle Q_{n}={\begin{cases}2&{\mbox{if }}n=0;\\2&{\mbox{if }}n=1;\\2Q_{n-1}+Q_{n-2}&{\mbox{otherwise.}}\end{cases}}}
Речима: прва два броја у овом низу су оба 2, и сваки следећи број је формиран додавањем дуплог претходног Пел-Лукас броја Пел-Лукас броју пре овог, или еквивалентно, додавањем следећег Пел броја претходном Пел броју: тада, 82 је пратилац 29, и 82 = 2 * 34 + 14 = 70 + 12. Првих неколико чланова овог реда су (sequence A002203 in OEIS): 2, 2, 6, 14, 34, 82, 198, 478...
Као Фибоначијев број према Лукас броју,{\displaystyle Q_{n}={\frac {P_{2n}}{P_{n}}}} за све природне бројеве н.
Пратећи Пел бројеи могу бити изражени помоћу затворене форме формулом
{\displaystyle Q_{n}=(1+{\sqrt {2}})^{n}+(1-{\sqrt {2}})^{n}.}
Ови бројеви су сви једнаки;сваки такав број је два пута бројилац у једној рационалног апроксимацији {\displaystyle \scriptstyle {\sqrt {2}}} горе поменутој.
Као Лукас ред, ако је Пел-Лукас број{\displaystyle {\frac {Q_{n}}{2}}} прост, неопходно је да н буде или прост или степен 2. Пел-Лукас прости бројеви су
3, 7, 17, 41, 239, 577, ... (sequence A086395 in OEIS).
За ово н је
2, 3, 4, 5, 7, 8, 16, 19, 29, 47, 59, 163, 257, 421, ... (sequence A099088 in OEIS).

## Једначине и везе
Следећа табела даје неколико првих степена сребрног односа {\displaystyle \delta =\delta _{S}=1+{\sqrt {2}}} и његов коњуговани {\displaystyle {\bar {\delta }}=1-{\sqrt {2}}.}
| {\displaystyle n} | {\displaystyle (1+{\sqrt {2}})^{n}}                       | {\displaystyle (1-{\sqrt {2}})^{n}}                   |
| ----------------- | --------------------------------------------------------- | ----------------------------------------------------- |
| 0                 | {\displaystyle 1+0{\sqrt {2}}=1.0}                        | {\displaystyle 1-0{\sqrt {2}}=1.0}                    |
| 1                 | {\displaystyle 1+1{\sqrt {2}}=2.41421\ldots }             | {\displaystyle 1-1{\sqrt {2}}=-0.41421\ldots }        |
| 2                 | {\displaystyle 3+2{\sqrt {2}}=5.82842\ldots }             | {\displaystyle 3-2{\sqrt {2}}=0.17157\ldots }         |
| 3                 | {\displaystyle 7+5{\sqrt {2}}=14.07106\ldots }            | {\displaystyle 7-5{\sqrt {2}}=-0.07106\ldots }        |
| 4                 | {\displaystyle 17+12{\sqrt {2}}=33.97056\ldots }          | {\displaystyle 17-12{\sqrt {2}}=0.02943\ldots }       |
| 5                 | {\displaystyle 41+29{\sqrt {2}}=82.01219\ldots }          | {\displaystyle 41-29{\sqrt {2}}=-0.01219\ldots }      |
| 6                 | {\displaystyle 99+70{\sqrt {2}}=197.9949\ldots }          | {\displaystyle 99-70{\sqrt {2}}=0.0050\ldots }        |
| 7                 | {\displaystyle 239+169{\sqrt {2}}=478.00209\ldots }       | {\displaystyle 239-169{\sqrt {2}}=-0.00209\ldots }    |
| 8                 | {\displaystyle 577+408{\sqrt {2}}=1153.99913\ldots }      | {\displaystyle 577-408{\sqrt {2}}=0.00086\ldots }     |
| 9                 | {\displaystyle 1393+985{\sqrt {2}}=2786.00035\ldots }     | {\displaystyle 1393-985{\sqrt {2}}=-0.00035\ldots }   |
| 10                | {\displaystyle 3363+2378{\sqrt {2}}=6725.99985\ldots }    | {\displaystyle 3363-2378{\sqrt {2}}=0.00014\ldots }   |
| 11                | {\displaystyle 8119+5741{\sqrt {2}}=16238.00006\ldots }   | {\displaystyle 8119-5741{\sqrt {2}}=-0.00006\ldots }  |
| 12                | {\displaystyle 19601+13860{\sqrt {2}}=39201.99997\ldots } | {\displaystyle 19601-13860{\sqrt {2}}=0.00002\ldots } |

Коефицијенти су половина пратећих Пел бројева {\displaystyle H_{n}} и Пел бројева {\displaystyle P_{n}} који су (не-негативна) решења{\displaystyle H^{2}-2P^{2}=\pm 1.} Квадратни троугаони број је број {\displaystyle \textstyle N={\frac {t(t+1)}{2}}=s^{2}\,}, који је и ттх троугаони број и ктх квадратни број.  Близу једнакокраки Питагорин троугао  {\displaystyle a^{2}+b^{2}=c^{2}} где је {\displaystyle a+1=b.}
Следећа табела показује да раздвајање непарног броја {\displaystyle H_{n}} на скоро једнаке половине даје квадратни троугаони број када је н чак и скоро једнакокраки Питагорин троугао када је н непаран број. Сва решења настају на овај начин.
| {\displaystyle n} | {\displaystyle H_{n}} | {\displaystyle P_{n}} | t    | t+1  | s    | a    | b    | c    |
| 0                 | 1                     | 0                     | 0    | 0    | 0    |      |      |      |
| 1                 | 1                     | 1                     |      |      |      | 0    | 1    | 1    |
| 2                 | 3                     | 2                     | 1    | 2    | 1    |      |      |      |
| 3                 | 7                     | 5                     |      |      |      | 3    | 4    | 5    |
| 4                 | 17                    | 12                    | 8    | 9    | 6    |      |      |      |
| 5                 | 41                    | 29                    |      |      |      | 20   | 21   | 29   |
| 6                 | 99                    | 70                    | 49   | 50   | 35   |      |      |      |
| 7                 | 239                   | 169                   |      |      |      | 119  | 120  | 169  |
| 8                 | 577                   | 408                   | 288  | 289  | 204  |      |      |      |
| 9                 | 1393                  | 985                   |      |      |      | 696  | 697  | 985  |
| 10                | 3363                  | 2378                  | 1681 | 1682 | 1189 |      |      |      |
| 11                | 8119                  | 5741                  |      |      |      | 4059 | 4060 | 5741 |
| 12                | 19601                 | 13860                 | 9800 | 9801 | 6930 |      |      |      |

### Дефиниције
Половина пратилаца Пел бројева {\displaystyle H_{n}} и Пел бројева {\displaystyle P_{n}} може бити изведена на бројне лако еквивалентне начине.
Подизање на снаге:
{\displaystyle (1+{\sqrt {2}})^{n}=H_{n}+P_{n}{\sqrt {2}}}
{\displaystyle (1-{\sqrt {2}})^{n}=H_{n}-P_{n}{\sqrt {2}}.}
Из овога следи да постоје затворене форме:
{\displaystyle H_{n}={\frac {(1+{\sqrt {2}})^{n}+(1-{\sqrt {2}})^{n}}{2}}.}
и
{\displaystyle P_{n}{\sqrt {2}}={\frac {(1+{\sqrt {2}})^{n}-(1-{\sqrt {2}})^{n}}{2}}.}
Упарени рецидиви:
{\displaystyle H_{n}={\begin{cases}1&{\mbox{if }}n=0;\\H_{n-1}+2P_{n-1}&{\mbox{otherwise.}}\end{cases}}}
{\displaystyle P_{n}={\begin{cases}0&{\mbox{if }}n=0;\\H_{n-1}+P_{n-1}&{\mbox{otherwise.}}\end{cases}}}
и матричне формулације:
{\displaystyle {\begin{pmatrix}H_{n}\\P_{n}\end{pmatrix}}={\begin{pmatrix}1&2\\1&1\end{pmatrix}}{\begin{pmatrix}H_{n-1}\\P_{n-1}\end{pmatrix}}={\begin{pmatrix}1&2\\1&1\end{pmatrix}}^{n}{\begin{pmatrix}1\\0\end{pmatrix}}.}
Тако је
{\displaystyle {\begin{pmatrix}H_{n}&2P_{n}\\P_{n}&H_{n}\end{pmatrix}}={\begin{pmatrix}1&2\\1&1\end{pmatrix}}^{n}.}

### Апроксимације
Разлика између {\displaystyle H_{n}\,} и {\displaystyle P_{n}{\sqrt {2}}\,} је {\displaystyle (1-{\sqrt {2}})^{n}\approx (-0.41421)^{n},} која брзо иде ка нули. Тако је {\displaystyle (1+{\sqrt {2}})^{n}=H_{n}+P_{n}{\sqrt {2}}\,} екстремно близу {\displaystyle 2H_{n}.}
Из последњег запажања следи да се показатељ целог броја {\displaystyle H_{n}/P_{n}\,} брзо приближава {\displaystyle {\sqrt {2}},} и {\displaystyle H_{n}/H_{n-1}\,} и {\displaystyle P_{n}/P_{n-1}\,} се брзо приближавају {\displaystyle 1+{\sqrt {2}}.}

### H2−2P2=±1
Како је {\displaystyle {\sqrt {2}}} ирационалан, не можемо имати {\displaystyle H/P={\sqrt {2}},} тј.,
{\displaystyle H^{2}/P^{2}=2P^{2}/P^{2}.} Најбоље што можемо да добијемо је {\displaystyle H^{2}/P^{2}=(2P^{2}-1)/P^{2}\,} или {\displaystyle H^{2}/P^{2}=(2P^{2}+1)/P^{2}.}
(Не-негативна) решења за {\displaystyle H^{2}-2P^{2}=1\,} су управо парови {\displaystyle H_{n},P_{n}{\mbox{ with }}n\,} чак и решења за {\displaystyle H^{2}-2P^{2}=-1\,} су управо парови {\displaystyle H_{n},P_{n}{\mbox{ with }}n\,} непарним. Да видите ово, приметите да је
тако да ове разлике, почевши од {\displaystyle H_{0}^{2}-2P_{0}^{2}=1,} су наизменично {\displaystyle 1{\mbox{ and }}-1.} Онда приметимо да је свако позитивно решење у облику мањих целих бројева од{\displaystyle (2P-H)^{2}-2(H-P)^{2}=-(H^{2}-2P^{2}).} Мање решење такође има позитивне целе бројеве са једним изузетком {\displaystyle H=P=1,} које долази из{\displaystyle H_{0}=1{\mbox{ and }}P_{0}=0.}

### Квадратни троугаони бројеви
Тражена једначина {\displaystyle t(t+1)/2=s^{2}\,} је еквивалентна {\displaystyle 4t^{2}+4t+1=8s^{2}+1,} која постаје  {\displaystyle H^{2}=2P^{2}+1} са супституцијом {\displaystyle H=2t+1{\mbox{ and }}P=2s.\,} Отуда је н-то решење {\displaystyle t_{n}=(H_{2n}-1)/2} and {\displaystyle s_{n}=P_{2n}/2.}
Приметимо да су {\displaystyle t} и {\displaystyle t+1} узајамно прости тако да се{\displaystyle t(t+1)/2=s^{2}\,} дешава управо када су они суседни цели бројеви, један квадрат {\displaystyle H^{2}\,} и други два квадрата  {\displaystyle 2P^{2}.} Пошто знамо сва решења једначине, имамо и
{\displaystyle t_{n}={\begin{cases}2P_{n}^{2}&{\mbox{if }}n{\mbox{ is even}};\\H_{n}^{2}&{\mbox{if }}n{\mbox{ is odd.}}\end{cases}}}
и {\displaystyle s_{n}=H_{n}P_{n}.}
Овај алтернативни израз се види у следећој табели. 
| {\displaystyle n} | {\displaystyle H_{n}} | {\displaystyle P_{n}} | t    | t+1  | s    | а     | b     | c     |
| 0                 | 1                     | 0                     |      |      |      |       |       |       |
| 1                 | 1                     | 1                     | 1    | 2    | 1    | 3     | 4     | 5     |
| 2                 | 3                     | 2                     | 8    | 9    | 6    | 21    | 20    | 29    |
| 3                 | 7                     | 5                     | 49   | 50   | 35   | 119   | 120   | 169   |
| 4                 | 17                    | 12                    | 288  | 289  | 204  | 697   | 696   | 985   |
| 5                 | 41                    | 29                    | 1681 | 1682 | 1189 | 4059  | 4060  | 5741  |
| 6                 | 99                    | 70                    | 9800 | 9801 | 6930 | 23661 | 23660 | 33461 |

### Питагорине тројке
Једначина {\displaystyle c^{2}=a^{2}+(a+1)^{2}=2a^{2}+2a+1} се јавља управом када је {\displaystyle 2c^{2}=4a^{2}+4a+2} које постаје {\displaystyle 2P^{2}=H^{2}+1} са супституције  {\displaystyle H=2a+1{\mbox{ and }}P=c.\,} Стога је н-то решење {\displaystyle a_{n}=(H_{2n+1}-1)/2} and {\displaystyle c_{n}={P_{2n+1}}.}
Горња табела показује да, у једном или другом реду,{\displaystyle a_{n}{\mbox{ and }}b_{n}=a_{n}+1} је {\displaystyle H_{n}H_{n+1}{\mbox{ and }}2P_{n}P_{n+1}} док је {\displaystyle c_{n}=H_{n+1}P_{n}+P_{n+1}H_{n}.}